# Sreten Živković
Sreten Živković (Osijek, 14. veljače 1895. – Zagreb, 13. ožujka 1975.), hrvatski filolog. 

## Životopis
Studirao slavistiku i germanistiku u Zagrebu i Beču, gdje je i doktorirao. Bio je gimnazijski profesor u Zemunu i Zagrebu, a od 1946. do umirovljenja profesor na Višoj pedagoškoj školi u Zagrebu. Autor je prvog Uvoda u opću lingvistiku na hrvatskom jeziku (1935). Bio je koautor gramatika i drugih priručnika hrvatskog jezika za osnovne škole i gimnazije, u kojima je obrađivao morfologiju i tvorbu riječi te povijesni pregled staroslavenskog i hrvatskog jezika. Obrađivao je građu za Akademijin Rječnik te pisao jezikoslovne rasprave, primjerice o glagolskom vidu, sintaksi glagolskih vremena, složenoj rečenici i leksiku pojedinih književnika. Ostala važnija djela: Gramatika hrvatskoga ili srpskog jezika (koautori I. Brabec i M. Hraste, 1952).